# Jahidi White
Jahidi White  (nacido el 19 de febrero de 1976 en San Luis, Misuri) es un exjugador de baloncesto estadounidense que jugó siete temporadas en la NBA. Con 2,11 metros de estatura, lo hacía en la posición de pívot.

## Trayectoria deportiva

### Universidad
Procedente del Cardinal Ritter College Prep High School, donde coincidió con el futuro jugador de Duke Chris Carrawell y con Loren Woods, White jugó durante cuatro años con los Hoyas de la Universidad de Georgetown, donde promedió 5.6 puntos y 4.5 rebotes en 105 partidos totales. Al finalizar su primer año universitario representó a la selección estadounidense en el Campeonato Mundial Junior de Grecia de 1995. En su último año realizó su mejor campaña en Georgetown, firmando 10.5 puntos y 8.3 rebotes por encuentro.

### Profesional
White fue seleccionado en la 43.ª posición del Draft de la NBA de 1998 por Washington Wizards, donde jugó sus cinco primeros años en la NBA. En su tercer año firmó su mejor temporada en la liga, aportando 8.6 puntos y 7.7 rebotes en 68 partidos, 56 de ellos como titular. Tras dos campañas más en los Wizards, en las que descendió su rendimiento y participación, White fue traspasado a Phoenix Suns a cambio de Brevin Knight. En los Suns se mantuvo una temporada hasta que fue seleccionado en el Draft de Expansión de la NBA de 2004 por Charlotte Bobcats, donde jugó su última temporada como profesional.

## Estadísticas de su carrera en la NBA

### Temporada regular
| Temporada | Edad | Equipo             | Liga | P   | TIT | MIN  | TC  | TCA | %TC  | 3P  | 3PA | %3P  | TL  | TLA | %TL  | R.OF. | R.DEF. | REB | ASIS | ROB | TAP | PER | FP  | PTS |
| 1998-99   | 22   | Washington Wizards | NBA  | 20  | 0   | 9.6  | 0.9 | 1.6 | .531 | 0.0 | 0.0 |      | 0.8 | 1.8 | .429 | 1.2   | 1.8    | 2.9 | 0.1  | 0.2 | 0.6 | 0.6 | 2.0 | 2.5 |
| 1999-00   | 23   | Washington Wizards | NBA  | 80  | 59  | 19.2 | 2.9 | 5.6 | .507 | 0.0 | 0.0 |      | 1.4 | 2.6 | .536 | 2.5   | 4.4    | 6.9 | 0.2  | 0.4 | 1.0 | 1.2 | 2.9 | 7.1 |
| 2000-01   | 24   | Washington Wizards | NBA  | 68  | 56  | 23.7 | 3.0 | 6.0 | .498 | 0.0 | 0.0 | .000 | 2.6 | 4.6 | .567 | 2.6   | 5.0    | 7.7 | 0.3  | 0.5 | 1.6 | 2.0 | 3.1 | 8.6 |
| 2001-02   | 25   | Washington Wizards | NBA  | 71  | 69  | 19.0 | 2.1 | 3.9 | .538 | 0.0 | 0.0 |      | 1.2 | 2.2 | .539 | 2.2   | 4.0    | 6.3 | 0.2  | 0.4 | 1.1 | 0.9 | 2.3 | 5.4 |
| 2002-03   | 26   | Washington Wizards | NBA  | 16  | 8   | 14.4 | 1.6 | 3.3 | .472 | 0.0 | 0.0 |      | 1.1 | 1.6 | .680 | 2.3   | 2.3    | 4.6 | 0.1  | 0.1 | 0.8 | 0.6 | 2.1 | 4.2 |
| 2003-04   | 27   | TOTAL              | NBA  | 62  | 17  | 14.0 | 1.6 | 3.1 | .521 | 0.0 | 0.0 |      | 1.0 | 2.0 | .500 | 1.6   | 2.6    | 4.2 | 0.1  | 0.4 | 0.8 | 1.1 | 2.8 | 4.2 |
| 2003-04   | 27   | Washington Wizards | NBA  | 1   | 0   | 4.0  | 0.0 | 1.0 | .000 | 0.0 | 0.0 |      | 0.0 | 0.0 |      | 0.0   | 0.0    | 0.0 | 0.0  | 0.0 | 1.0 | 1.0 | 0.0 | 0.0 |
| 2003-04   | 27   | Phoenix Suns       | NBA  | 61  | 17  | 14.1 | 1.6 | 3.1 | .524 | 0.0 | 0.0 |      | 1.0 | 2.1 | .500 | 1.6   | 2.7    | 4.3 | 0.1  | 0.4 | 0.8 | 1.1 | 2.9 | 4.3 |
| 2004-05   | 28   | Charlotte Bobcats  | NBA  | 17  | 0   | 7.9  | 0.8 | 1.8 | .452 | 0.0 | 0.0 |      | 0.8 | 2.4 | .350 | 0.6   | 1.4    | 2.0 | 0.1  | 0.1 | 0.7 | 0.6 | 1.8 | 2.5 |
| Total     |      |                    | NBA  | 334 | 209 | 17.7 | 2.2 | 4.3 | .510 | 0.0 | 0.0 | .000 | 1.4 | 2.7 | .534 | 2.1   | 3.7    | 5.8 | 0.2  | 0.4 | 1.1 | 1.2 | 2.7 | 5.9 |